# سيرجيو أورتيغا غونزاليس
سيرجيو أورتيغا غونزاليس (بالإسبانية: Sergio Ortega González)‏ (25 نوفمبر 1980 بتوريلافيجا في إسبانيا - ) هو لاعب كرة قدم إسباني في مركز الدفاع. لعب مع راسينغ سانتاندير وسلتا فيغو ونومانسيا وCD Bezana ‏ ورايو كانتابريا ‏ ونادي أوندا وجيمناستيسيا  توريلافيجا ‏.

## وصلات خارجية
- سيرجيو أورتيغا غونزاليس على موقع قاعدة بيانات كرة القدم.إي يو (الإنجليزية)
- سيرجيو أورتيغا غونزاليس على موقع Soccerway.com (الإنجليزية)